# Sandra Gouverneur
Dit overzicht is mogelijk incompleet; u kunt helpen door het uit te breiden.
Sandra Gouverneur (Heerhugowaard, 2 oktober 1976) is een Nederlandse softbalspeler.
Gouverneur speelde voor The Herons in Heerhugowaard, Terrasvogels in Santpoort, Nuoro in Italië en vanaf 2007 voor de Gryphons in Rosmalen. Ze speelt korte stop en eerste honkvrouw en slaat en gooit rechtshandig. Gouverneur was lid van het Olympische team dat deelnam aan de zomerspelen van 2008 te Peking. Ze is sinds 1995 lid van het Nederlands damessoftbalteam en heeft tot op heden 150 interlands gespeeld. In 2000 en 2001 werd ze uitgeroepen tot Meest Waardevolle Speler van de Nederlandse competitie. In 2005 was ze de beste slagvrouw. In het dagelijks leven is ze werkzaam als sportleraar aan het OSG Willem Blaeu in Alkmaar.
Noémi Boekel · 
Marloes Fellinger · 
Sandra Gouverneur · 
Petra van Heijst · 
Judith van Kampen · 
Kim Kluijskens · 
Saskia Kosterink · 
Jolanda Kroesen · 
Daisy de Peinder · 
Marjan Smit · 
Rebecca Soumeru · 
Nathalie Timmermans · 
Ellen Venker · 
Britt Vonk · 
Kristi de Vries